# Betuloxys hortorum
Betuloxys hortorum är en stekelart som först beskrevs av Jaroslav Stary 1960.  Betuloxys hortorum ingår i släktet Betuloxys och familjen bracksteklar. Enligt den finländska rödlistan är arten sårbar i Finland. Artens livsmiljö är lundskogar. Inga underarter finns listade.